# Crash at Crush
Crash at Crush est le nom d'un accident ferroviaire organisé en 1896 au Texas comme spectacle mais qui finit en véritable accident. L'explosion imprévue des chaudières des locomotives cause plusieurs décès et de nombreuses blessures parmi les spectateurs.

## Déroulement

### Contexte
Il est organisé à Crush au Texas, qui est une « ville » temporaire établie durant une journée de 1896 près de West dans le comté de McLennan pour un coup de pub. William George Crush, agent général des voyages de la compagnie ferroviaire du Missouri-Kansas-Texas Railroad (surnommée « Katy » par la population), a l'idée de proposer un accident ferroviaire comme spectacle. Le but pour la compagnie est de redorer son blason et d'obtenir de nouveaux marchés dans un environnement fortement concurrentiel et économiquement instable.
L'entrée est gratuite et les billets de train pour l'événement sont au tarif réduit de 2 dollars au départ de n'importe quel lieu du Texas. Cela amène entre 30 000 et 40 000 personnes, à se présenter le 15 septembre 1896 à Crush, Texas, qui devient soudainement la seconde ville la plus peuplée de l'État.

### Préparations

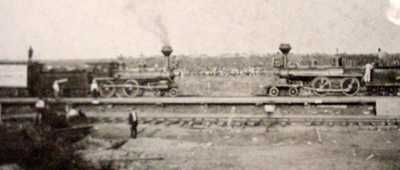
Avant le crash de Crush

Le lieu choisi est un plateau au centre d'une cuvette. Cela permet une bonne vision pour les spectateurs.
Deux puits sont forés sur le site situé à 5 km au sud de la ville de West dans le comté de McLennan. Les tentes du cirque des Ringling Brothers sont érigées, ainsi qu'une tribune. Les locomotives, destinées à la ferraille, sont repeintes : la #999 en vert brillant souligné de rouge, la #1001 en rouge brillant souligné de vert. Toutes deux sont du type 4-4-0 American locomotives (un bogie de deux essieux à l'avant, deux essieux moteurs, aucun essieu à l'arrière).
Une voie spéciale est posée pour l'occasion le long de la voie principale afin d'éviter toute collision avec un train circulant sur cette dernière. Crush est nommée du nom de William George Crush, qui travaille pour la compagnie et a conçu cet événement, dit le « Crash à Crush » (Crash at Crush). Les trains impliqués dans l'événement circulent durant les mois qui précèdent l'événement pour en faire la promotion.

### Le crash

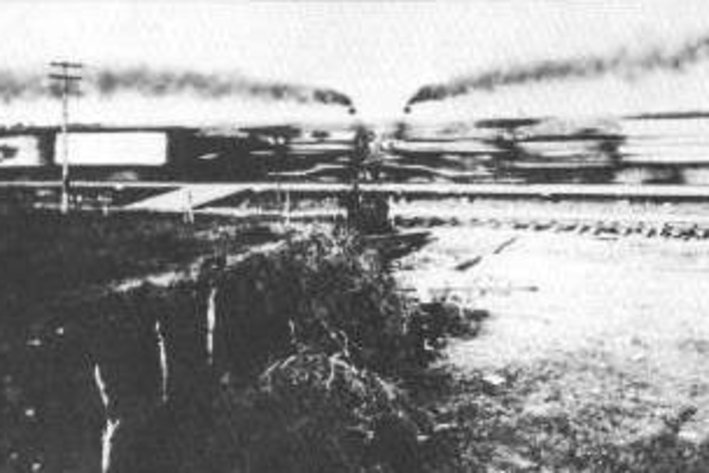
Le moment de l'impact

L'événement est retardé d'une heure, du fait du refus des spectateurs d'obéir aux instructions de la police quant à la consigne de se tenir à une distance estimée comme étant de sécurité. Vers dix-sept heures, les deux locomotives, tractant chacune six wagons chargés de traverses de chemin de fer, sont refoulées à chaque extrémité de la voie provisoire de 4 miles de long,. Les chauffeurs et mécaniciens mettent en place les réglages prévus, et, après quatre tours de roue, sautent comme convenu des trains. Les deux trains entrent en collision frontale près du lieu prévu, à la vitesse de 72 kilomètres par heure.
La collision des deux trains génère une énorme explosion. Les débris — certaines pièces font la taille d'une demi roue motrice — sont projetés à plusieurs mètres de hauteur. Certains débris arrivent dans la foule, tuant deux ou trois personnes et en blessant davantage. Un des photographes de l'événement, Jarvis « Joe » Deane est frappé par un écrou et perd un œil. Un journal contemporain de l'événement a émis la théorie d'une explosion ayant eu lieu peu de temps après l'impact.

### Conséquences
William George Crush est immédiatement licencié du Katy railroad. Cependant, du fait de l'absence de publicité négative, il est réintégré le jour suivant.
La collision est relatée dans un épisode de History Channel, dans la série Wild West Tech.
Malgré cet accident, plusieurs autres compagnies organisèrent d'autres collisions frontales.

## La chanson de Scott JoplinGreat Crush Collision March
Le compositeur de ragtime Scott Joplin, qui se produisait dans la région et fut peut-être spectateur de l'événement, a composé une pièce pour piano nommée Great Crush Collision March en souvenir du crash ; cette composition étant dédicacée au Missouri-Kansas-Texas Railway. Les droits d'auteur sont déposés le 15 octobre 1896, moins d'un mois après l'événement. Ce morceau est connu pour les instructions incluses avec la partition, destinées à reproduire les sons des deux trains entrant en collision en utilisant des techniques de jeu et certaines notes spécifiques.

## Autres collisions frontales ferroviaires dans la culture
En 1952, le film Denver and Rio Grande de la Paramount Pictures présente une collision frontale entre deux locomotives à vapeur du Denver & Rio Grande à voie étroite (Colorado). Les locomotives étaient destinées à être mises à la ferraille.